# JeanRichard (relojes)
JeanRichard es un fabricante suizo de relojes, que reivindica la herencia de Daniel Jeanrichard.

## Historia
A partir de 1679, a los catorce años, Daniel Jeanrichard se interesó por la relojería y estudió el mecanismo de un reloj inglés que se había averiado. Dos años más tarde, este autodidacta fundó su propio taller en la región de Neuchâtel, en Suiza. Considerado un pionero de la relojería en la región, diseñó las herramientas y máquinas necesarias para la fabricación de relojes y transmitió sus conocimientos a sus sucesores.
En 1988, el taller fue comprado por el grupo Sowind, lo que permitió a la marca desarrollarse a nivel internacional.

## Modelos
Asociada con el club de fútbol Arsenal desde 2014, la firma JeanRichard lanzó un modelo con los colores del club, el Terrascope Chrono Carbon Arsenal, edición limitada de cincuenta ejemplares.

## Vésase también
- Anexo:Empresas relojeras